# Arbeiterkolonie
Der Ausdruck Arbeiterkolonie bezeichnet die Ende des 19. / Anfang des 20. Jahrhunderts entstandenen sozialen Einrichtungen für arme Wanderarbeiter und Obdachlose. In verwandtem Sinn wurden die Bezeichnungen Wanderhof, Wanderarbeitsstätte oder Herberge zur Heimat gebraucht.
Die Industrialisierung und die nach dem Boom der Gründerzeit einsetzende Wirtschaftskrise trieb viele arbeitsuchende Männer auf die Straße. Die Arbeits- und Obdachlosen erhielten zu dieser Zeit keinerlei staatliche Unterstützung. Die ersten Arbeiterkolonien wurden von der protestantischen Kirche aus dem Motiv der Inneren Mission heraus als Herbergen zur Heimat gegründet. Die von Adolph Kolping geschaffenen katholischen Gesellenvereine hatten eine ähnliche Zielsetzung.

## Hintergrund und Zielsetzung

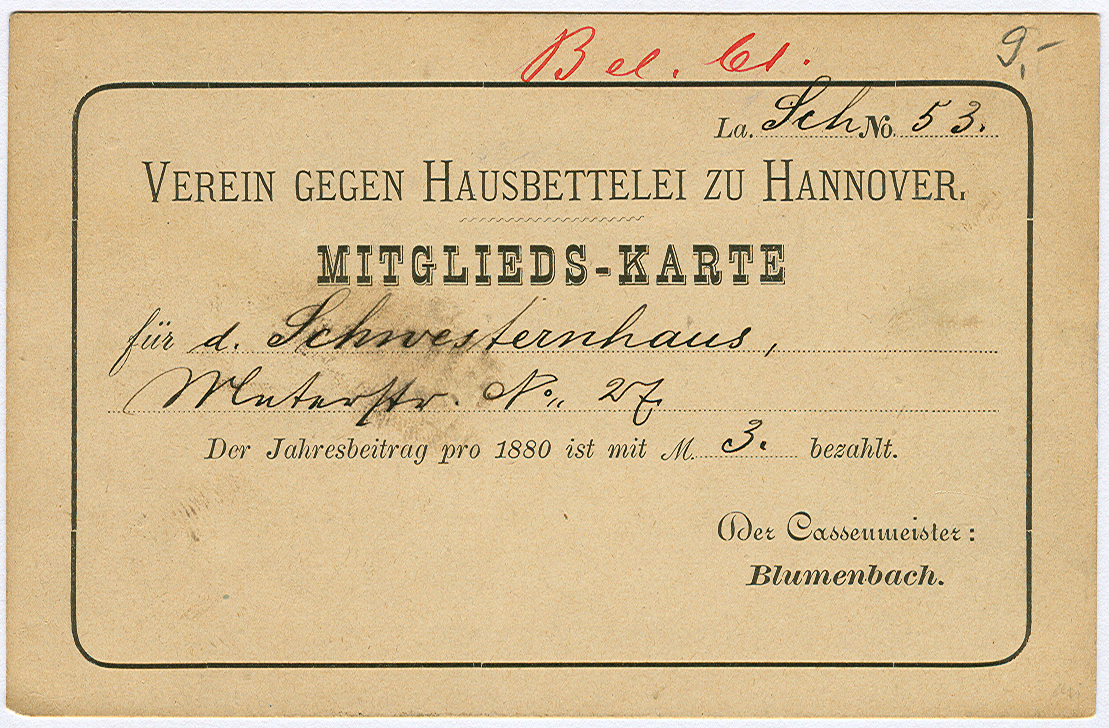
Mitgliedskarte des Schwesternshauses in Hannover im Verein gegen Hausbettelei, 1880

Als Ende der 1870er, Anfang der 1880er Jahre die Wanderbettelei in Deutschland einen so erheblichen Umfang erreicht hatte, dass man sie vielerorts als Landplage empfand, begann man nach wirksamen Gegenmaßnahmen zu suchen. Man wollte sich vor den angeblichen Gefahren der gewerbsmäßigen Landstreicherei schützen, zugleich aber auch den hilfsbedürftigen und wegen der Arbeitslosigkeit auf die Straße gewiesenen Wanderern in zweckmäßiger Weise Unterstützung gewähren. Zwar hatte die protestantische und die katholische Kirche in dieser Hinsicht bereits Maßnahmen ergriffen und die Vereine gegen Hausbettelei stellten mancherorts kleine Geldgeschenke oder eine Anweisung auf Beköstigung und Nachtlager zur Verfügung, doch reichten diese Einzelmaßnahmen nicht aus. Die Erfolge waren dürftig, weil es an einer festen Organisation der Hilfstätigkeiten für ganze Länder fehlte oder weil man eben bloß die äußere Erscheinung der Wanderbettelei bekämpfte, nicht aber deren Ursachen.
Als Ursache für die herrschenden Missstände sah die Kirche die Abkehr weg von der kirchlich dominierten festen Weltordnung hin zu einer diesseits orientierten liberalistischen Gesellschaft (arbeitsunwillige „zuchtlose“ Arbeiter auf der einen – und rein profitorientierte Unternehmer auf der anderen Seite).
Pastor Friedrich von Bodelschwingh in Bethel entschloss sich, „arbeitslosen Menschen Arbeit zu geben und durch christliche Zucht und Ordnung haltlosen gescheiterten Menschen den Rücken zu stärken und ihnen den Glauben an sich selbst und an Gott nahe zu bringen“.
Ursprüngliche Ziele waren also die Wiedergewöhnung an ein geregeltes Leben mit dem Ziel der Vermittlung in ein festes Arbeitsverhältnis. Dies schien durch einen stationären Aufenthalt leichter erreichbar.
Die Entscheidung, für drei bis sechs Monate in eine Arbeiterkolonie zu gehen, war im Prinzip zunächst freiwillig. Aufgenommen wurden entsprechend der dahinterstehenden Idee mehr oder weniger arbeitsfähige Personen. Die erteilte Erlaubnis zur Unterkunft in einer Arbeiterkolonie erfolgte mit der Auflage der Arbeitspflicht, meist in einfacheren Aufgaben, jedoch oft körperlich schwerer Tätigkeit, z. B. in der Landwirtschaft, Moorkultivierung usw. Oft gab es autoritäre Führungsstrukturen und äußerst strenge Verhaltensregeln mit harter Bestrafung. Es gab nur einen geringen Arbeitslohn, ein Teilbetrag davon wurde zudem für Unterkunftskosten und Sozialversicherung einbehalten. Viele Insassen zogen bald wieder die Freiheit vor und entflohen, auch war die Selbsttötungsrate hoch.

## Geschichte der Arbeiterkolonien
Im Jahr 1879 erfuhr Pastor Bodelschwingh, dass in Belgien bereits Arbeiterkolonien („fermes hospices“) existierten, und befand, das Modell könnte auch für die Verhältnisse im Deutschen Reich sinnvoll sein.
Am 22. März 1882 gründete er in Wilhelmsdorf die erste deutsche Arbeiterkolonie. Aus ihr entwickelte sich später die Teilanstalt Eckardtsheim der von Bodelschwinghschen Stiftungen Bethel. Zunächst fand seine Idee nur zögerlich Verbreitung, so dass er selbst weitere Kolonien in Freistatt (Landkreis Diepholz) und der Nähe von Berlin (Hoffnungstal, Lobetal und Gnadental) gründete. 1884 existierten dann aber bereits 20 Arbeiterkolonien in Deutschland. Insgesamt wurden im Deutschen Reich 33 Arbeiterkolonien eingerichtet.
Im September 1886 eröffnete in Düring bei Loxstedt unter dem Namen Friedrich Wilhelmsdorf mit 12 Kolonisten die erste Heimatkolonie. In den sogenannten Heimatkolonien sollten „denjenigen, welche sich in den Arbeitskolonien als brauchbar erwiesen haben, die Möglichkeit geboten werden, durch eigene (landwirtschaftliche) Arbeit sich seßhaft zu machen.“
Mit Einführung der Arbeitsämter (1927), der Arbeitslosenversicherung (1927) und von Tarifverträgen sank die Zahl der Wanderarbeiter in den Zwanziger Jahren rapide. Viele Arbeiterkolonien (bzw. ihre Betreiber) bangten regelrecht um ihre Existenz und suchten daher eine erweiterte bzw. geänderte Aufgabenstellung. Mit der Weltwirtschaftskrise ab 1929 stiegen die Zahlen wieder an.
Im Dritten Reich wurde der ursprüngliche Gedanke geändert. Die Kolonien dienten dazu, diese sozialen Randschichten systematisch unter Kontrolle zu halten und Bettler, „Arbeitsscheue“ und andere „Asoziale“ vom Kontakt mit der bürgerlichen Welt abzuschneiden. Das „Fahrende Volk“ sollte entsprechend dem nationalsozialistischen Weltbild von der Bindung des Volkes an die Scholle („Blut und Boden“) zwangsweise sesshaft gemacht werden.
Es wurden Landesverbände für „Wander- und Heimatdienst“ gegründet, viele Wanderarbeiter wurden nun zwangsweise mit polizeilichen Mitteln in die Arbeiterkolonien verfrachtet.
Viele Insassen wurden in Konzentrationslager überwiesen und kamen dort ums Leben.
Nach Einführung des Reichsarbeitsdienstes in den 1930er Jahren nahm die Zahl der Aufnahmesuchenden meist ab.
Nach dem Zweiten Weltkrieg wurde das ursprüngliche Aufgabenspektrum häufig erweitert und in betreute gemeinschaftliche Wohnformen für psychisch Kranke, Suchtkranke, Behinderte, verhaltensauffällige Kinder und Jugendliche, sowie pflegebedürftige ältere Menschen umgewandelt.

## Liste der Arbeiterkolonien

### Deutschland und ehemaliges Deutsches Reich
| Name | Ort                                                 | Gründung          | Anmerkungen |
| --- | --------------------------------------------------- | ----------------- | --- |
| Arbeiterkolonie Wilhelmsdorf                                                                                     | in der Bielefelder Senne                            | 22. März 1882     | auch Senne und später Eckardtsheim genannt (zu Bethel) |
| Arbeiterkolonie Rickling                                                                                         | Flintbek, Schleswig-Holstein                        | 10. Oktober 1883  | Ab 1939 „Heidehof“. |
| Arbeiterkolonie Kästorf                                                                                          | bei Gifhorn                                         | 24. Juni 1883     | Heute „Diakonie Kästorf“. |
| Arbeiterkolonie Friedrichswille                                                                                  | Provinz Brandenburg                                 | 13. November 1883 | |
| Arbeiterkolonie Dornahof                                                                                         | bei Altshausen                                      | 15. November 1883 | |
| Arbeiterkolonie Seyda                                                                                            | Seyda, Landkreis Wittenberg                         | 14. Dezember 1883 | |
| Arbeiterkolonie Dauelsberg                                                                                       | bei Delmenhorst                                     | 8. Februar 1884   | |
| Arbeiterkolonie Wunscha                                                                                          | Provinz Schlesien                                   | 14. Juli 1884     | |
| Arbeiterkolonie Meierei                                                                                          | heute Kalina, Provinz Pommern                       | 25. Juli 1884     | |
| Arbeiterkolonie Carlshof                                                                                         | Provinz Ostpreußen                                  | 15. Oktober 1884  | |
| Arbeiterkolonie Ankenbuck                                                                                        | Bad Dürrheim                                        | 26. Februar 1885  | für Jugendliche, später Konzentrationslager-Außenstelle |
| Arbeiterkolonie Neu-Ulrichstein                                                                                  | Hessen                                              | 1. Juli 1885      | |
| Arbeiterkolonie Lühlerheim                                                                                       | Schermbeck                                          | 15. Februar 1886  | |
| Arbeiterkolonie Schneckengrün                                                                                    | Rosenbach/Vogtl., Königreich Sachsen                | 22. Februar 1886  | |
| Katholische Arbeiterkolonie St. Josef                                                                            | Elkenroth                                           | 20. Oktober 1886  | |
| Arbeiterkolonie Simonshof                                                                                        | in der Rhön, bei Bad Neustadt an der Saale          | 1. Mai 1888       | dann „Wanderhof Simonshof“ |
| Arbeiterkolonie Haus Maria-Veen                                                                                  | Reken                                               | 1. Oktober 1888   | |
| Arbeiterkolonie Alt-Latzig                                                                                       | Posen (heute zu Polen)                              | 26. Oktober 1888  | |
| Arbeitskolonie Geilsdorf                                                                                         | Geilsdorf, Stadtilm, Thüringen                      | 28. Juli 1889     | |
| Arbeiterkolonie Erlach                                                                                           | Sulzbach an der Murr, Königreich Württemberg        | 1. April 1891     | heute „Diakonie Erlacher Höhe“. |
| Arbeiterkolonie Hohenhof                                                                                         | Provinz Schlesien                                   | 2. Januar 1892    | |
| Arbeiterkolonie Hilmarsdorf                                                                                      | Konitz, Provinz Westpreußen (heute Chojnice, Polen) | 17. Januar 1892   | auch: Provinzial-Besserungsanstalt |
| Arbeiterkolonie Herzogsägmühle                                                                                   | Peiting                                             | 1. August 1894    | im Dritten Reich: Zentralwanderhof |
| Arbeiterkolonie Freistatt                                                                                        | Samtgemeinde Kirchdorf                              | 1899              | Bethel. 1899 gegründet zunächst als „Betheler Zweiganstalt im Wietingsmoor“. |
| Arbeiterkolonie, dann Wanderhof Bischofsried                                                                     | bei Dießen am Ammersee                              |                   | |
| Arbeiterkolonie Bodenheim                                                                                        | Bodenheim                                           |                   | |
| Arbeiterkolonie Czyzeminek (Czyżeminek)                                                                          | bei Pabianice, Nähe Łódź, Polen                     |                   | |
| Arbeiterkolonie Eremitage                                                                                        | in Bretzenheim                                      |                   | |
| Arbeiterinnen-Kolonie Frauenheim (auch: Mägde- und Frauenhort)                                                   | Groß-Salze (heute Wieliczka, Polen)                 |                   | |
| Arbeiterinnen-Kolonie Georgenried                                                                                | Waakirchen                                          |                   | |
| Arbeiterkolonien Hoffnungstal, Lobetal, Gnadental, (heute: Hoffnungstaler Stiftung Lobetal)                      | Bernau bei Berlin                                   | 1905              | im Verbund mit von Bodelschwinghsche Stiftungen Bethel/Bielefeld; bis 2010 in Träger: Verein Hoffnungstal e. V., seit 2011 Träger: Hoffnungstaler Stiftung Lobetal                                   |
| Arbeiterkolonie „Hilf mir“                                                                                       | Idar-Oberstein                                      | 1928              | auch: Niederreidenbacher Hof |
| Arbeiterkolonie und Verpflegungsstation Magdeburg                                                                | Magdeburg                                           |                   | |
| Arbeiterkolonie Marburg (Haus „Männer V“, „Abteilung für chronische Kranke“, bei der damaligen Irrenheilanstalt) | Marburg                                             |                   | |
| Arbeiterkolonie Neu-Krenzlin                                                                                     | Schwerin, Mecklenburg-Vorpommern                    |                   | |
| Arbeiterkolonie Reinickendorfer Straße                                                                           | Berlin                                              |                   | |
| Hamburger Arbeiterkolonie Schäferhof                                                                             | Appen, Kreis Pinneberg                              | 1898              | Keimzelle ist die Hamburger Arbeiterkolonie am Neustädter Neuerweg in Hamburg, die 1891 gegründet wurde.                                                                                             |
| Arbeiterkolonie Schernau                                                                                         | Martinshöhe                                         |                   | |
| Arbeiterkolonie Segenborn                                                                                        | Köln                                                |                   | |
| Arbeiterkolonie St. Antoniusheim Vreden                                                                          | Vreden                                              | 1908              | |
| Katholische Arbeiterkolonie St. Petrusheim                                                                       | bei Weeze                                           |                   | |
| Arbeiterkolonie Silbermühle                                                                                      | bei Nürnberg                                        |                   | dann: Wanderhof Silbermühle |
| Katholische Arbeiterkolonie Vellerhof                                                                            | Blankenheim (Ahr)                                   |                   | |
| Jüdische Arbeiterkolonie Weißensee                                                                               |                                                     | 1902              | Selbsthilfeprojekt, gegründet von Martin Philippson, Berlin. |
| Israelitische Arbeiterkolonie in der Gemeinde Neu-Weißensee                                                      |                                                     |                   | sie entstand mit der Einrichtung des Weißenseer Jüdischen Friedhofs im aufstrebenden nördlichen Vorort der preußischen Hauptstadt Berlin. Im Zeitraum nach dem Ersten Weltkrieg wurde sie aufgelöst. |

### Ausland
Die aus Belgien stammende, dann in Deutschland stark verbreitete, Idee der Arbeiterkolonien wirkte auch ins Ausland zurück, wenn auch die (teils stark abgewandelte) Umsetzung nicht immer erfolgreich war.
Der Leiter der Rheinischen Missionsgesellschaft in Barmen und Publizist Friedrich Fabri (1824–1891), aktiv in der Kolonialbewegung des späten 19. Jahrhunderts, schlug eine Verschiffung von resozialisierten Insassen nach Übersee vor, die sich dann in dort ebenfalls zu errichtenden Arbeiterkolonien eine neue Existenz (und der deutschen Exportindustrie einen Absatzmarkt) aufbauen sollten.
Unabhängig davon entstanden:
- Deutsche Arbeiterkolonie London, Großbritannien
- Dietisberg, Läufelfingen, Kanton Basel-Land, Schweiz
- Herdern, bei Frauenfeld, Schweiz
- Libury Hall, bei Ware (Nähe Hertford), Großbritannien (Teil einer deutschen Arbeitersiedlung, “almost served as a German workhouse for the indoor relief of paupers”[9])